# ALT Linux
ALT Linux es un conjunto de las distribuciones de Linux basadas en el proyecto de desarrollo, ALT Linux. Hay un solo disco de versiones de escritorio ("Junior" y "Compact") y la "Master" producto universal adaptado tanto a servidores, como máquinas de escritorio para desarrollo de software y diversos usos.
El equipo de ALT Linux surgió de IPLabs Linux Team, una empresa de subdivisión de Moscú en 2001. Este último colaboró con Mandrake Linux, SUSE y equipos para mejorar la localización (específicamente cirílico).
La rama inestable es un repositorio para que se adapten una base para la producción de subconjuntos (practicada desde ca. 3 ª parte de 2002 por los proveedores como ApplianceWare).
Las ventajas de la distribución son las siguientes:
- Fácil de Usar e instalar.
- Rápida y segura.
- Provee más de 10,000 aplicaciones.
- Avanzada de gestión de paquetes con APT y Synaptic
- Compatibilidad e integración de rpm.
- Soporte multilenguaje.
- Expansión de CPU (Para reducir el consumo de la batería)

## Distribuciones
ALT Linux es una amplia gama de distribuciones, tanto para principiantes y usuarios avanzados. [cita requerida]
Históricamente, la primera distribución liberada por el proyecto ALT fue una distribución para todo uso Linux-Mandrake Spring 2001. Fue una distribución Mandrake para la localización, para seguridad (security hardening), con innovaciones tecnológicas, etc Desde entonces, para todos los fines de distribución del producto la línea se denomina ALT Linux Master

### Lite
Es un pequeño CD de distribución para computadoras viejas y de baja memoria, con Xfce como escritorio por defecto. Disponible en normal y versiones Live CD [2].

### Compact
Compact es una serie de distribuciones ALT Linux adaptada para usuarios principiantes. Se supone que la mayoría se utiliza en las estaciones de trabajo, ordenadores y portátiles. Incluye características adicionales para facilitar la configuración, los lotes de oficina y aplicaciones multimedia, algunos juegos. Compact es también popular para OEMing, i.e. es decir, la creación de una edición específica para los diversos proveedores de hardware de paquete con su hardware.
Última versión compacta ALT Linux 3.0 fue liberado en diciembre de 2005 en 3 maneras (CD, DVD and Live CD).

## Documentación
La documentación del sistema está disponible en:
http://www.altlinux.org/Main_Page (En ruso)
http://heap.altlinux.ru/ (En ruso)